# Homem sem Rumo
Man without a Star (bra/prt: Homem sem Rumo) é um filme estadunidense de 1955 do gênero Western, dirigido por  King Vidor e produzido pela Universal Pictures.

## Elenco
- Kirk Douglas...Dempsey Rae
- Jeanne Crain...Reed Bowman
- Claire Trevor...Idonee
- William Campbelll...Jeff Jimson
- Jay C. Flippen...Strap Davis
- Richard Boone...Steve Miles
- Myrna Hansen...Tess Cassidy
- Mara Corday...Mocassin Mary
- Eddy Waller...Tom Cassidy
- Frank Chase...Little Waco
- Roy Barcroft...Xerife Olson
- Jack Ingram...Jessup
- Millicent Patrick...Boxcar Alice
- Ewing Mitchell...Ben Johnson
- William "Bill" Phillips...Cozinheiro
- Sheb Wooley...Latigo
- Paul Birch...Mark Toliver
- George Wallace...Tom Carter
- Jack Elam...Vagabundo do trem
- Malcolm Atterbury...Fancy Joe Toole
- Myron Healey...Mogollon
- James Hayward...Duckbill
- Lee Van Cleef

## Sinopse
Dempsey Rae é um vaqueiro texano sem dinheiro, que viaja clandestinamente de trem para o Wyoming. No meio da viagem ele salva o jovem Jeff Jimson e os dois ficam amigos. Ao serem obrigados a saltar do trem em uma cidadezinha, eles fazem amizade com o capataz do Rancho Triângulo, que lhes oferece emprego para que não sejam forçados a sair da cidade. Dempsey fica curioso com a reforma feita na casa principal no Rancho,a qual conta com um banheiro interno. Ele logo descobre a razão, pois o proprietário do rancho é na verdade proprietária, a bonita e gananciosa Reed Bowman. Reed possui o maior rebanho da região e quer aumentá-lo ainda mais, o que obriga os outros rancheiros a cercarem com arame farpado partes dos pastos para reservá-los ao gado deles. Reed não respeita isso e a princípio é ajudada por Dempsey, que, por motivos pessoais, não gosta de arame farpado. Mas quando chegam novos homens trazendo mais gado para Reed, Dempsey os reconhece como pistoleiros e se demite. Ele queria ir embora da cidade mas ao ser espancado pelos pistoleiros, resolve ficar e ajudar os pequenos rancheiros que lhe pediram auxílio contra a antiga patroa e também contra Jeff, que agora se tornou um matador.